# انتشارات دانشگاه هاروارد
انتشاراتِ دانشگاه هاروارد (به انگلیسی: Harvard University Press) یک انتشارات است که در ۱۳ ژانویهٔ ۱۹۱۲ به عنوان بخشی از دانشگاهِ هاروارد به وجود آمد. این ناشر در سالِ ۲۰۰۵ میلادی ۲۲۰ کتاب منتشر کرد.